# 披耶悶
披耶悶（？-1438年），本名陶猜，老撾蘭滄王國國王桑森泰的長子。1437年，蘭滄國王披耶巴去世後，披耶悶成為蘭滄國王，在位六個月後去世。

## 生平
披耶悶，本名“陶猜”（ท้าวใส，Thao Xai），又作“披耶悶猜”（Phraya Meun Xai，พระยาหมื่นไชย）、悶班（Meun Ban，หมื่นบาน），是桑森泰的長子，蘭坎登的兄長。披耶悶的母親可能是來自阿瑜陀耶王國的公主，其封地在卡朋城（Muang Ka Bong），老撾南部的軍事重鎮。
大越在1438年春，披耶巴去世，披耶悶成為國王。同年夏季，披耶悶在位六個月后，知道摩訶黛維將要除掉自己，遂於御花園中自殺。一說在位四個月二十天。
越南文獻《大越史記全書》中提到的“琴蠻”可能是披耶悶的音譯：
```
   己未六年[明正統四年，1439年]春正月，帝親征復禮等州。時琴蛮擾害邊民，帝命將問罪。哀牢咱琴蛮、剛娘等，遣其杻花出兵象三萬餘來援，侵掠復禮等州，帝親董六師征之。
```